# Blackstone (Massachusetts)
Blackstone – miasto w Stanach Zjednoczonych, w stanie Massachusetts, w hrabstwie Worcester, położone nad rzeką Blackstone.